# James Wallace Black
James Wallace Black (* 10. Februar 1825 in Francestown in New Hampshire; † 5. Januar 1896 in Cambridge in Massachusetts), auch bekannt als J.W. Black, war ein früher amerikanischer Berufsfotograf, dessen Karriere sich durch Innovation und Experimente mit der neuen Technik auszeichnete. Er lebte und arbeitete in Boston.

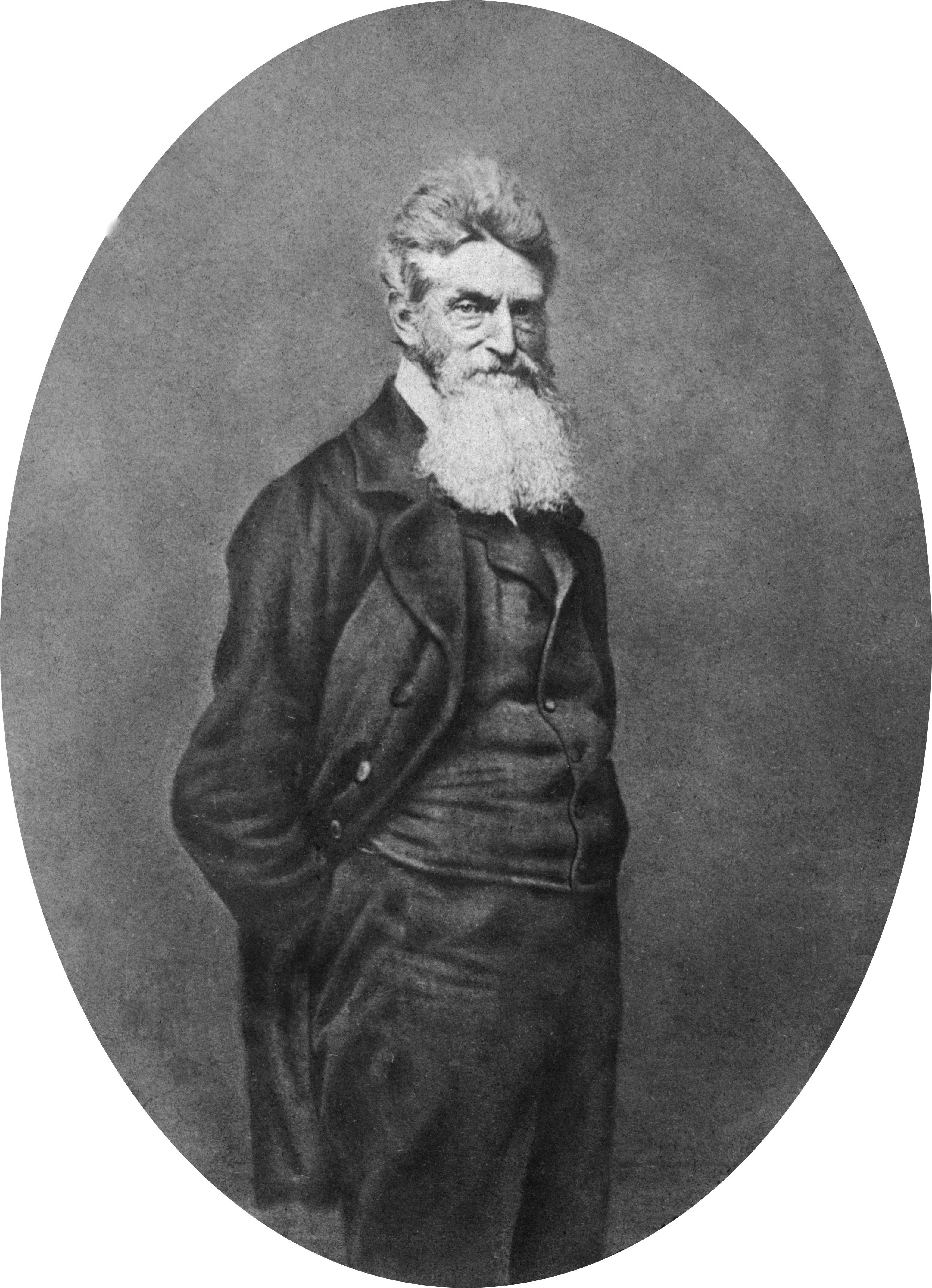
John Brown 1859, J.W. Black zugeschriebene Daguerreotypie.

Nachdem er sein Glück als Maler versucht hatte, wandte er sich der Fotografie zu, zunächst als Plattenpolierer für die Daguerreotypie. Bald tat er sich mit John Adams Whipple zusammen, einem produktiven Bostoner Fotografen und Erfinder.

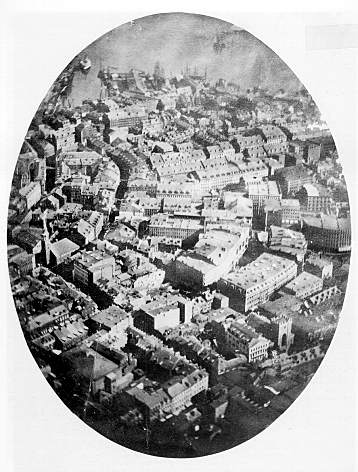
Boston 1860, Früheste erhaltene Luftaufnahme

Blacks großes Studio in Boston hielt das Urheberrecht an einer berühmten Aufnahme des Sklavereigegners John Brown. Diese entstand im Mai 1859, knapp ein halbes Jahr bevor sein Versuch scheiterte, mit dem Überfall auf Harpers Ferry einen Sklavenaufstand anzuzetteln. (Die Aufnahme wird allgemein Black zugeschrieben, aber es ist möglich, dass er das Negativ zusammen mit dem aufgegebenen Studio eines anderen Fotografen erwarb.)
Am 13. Oktober 1860 machte Black zusammen mit dem Luftschiffer Samuel A. King die erste erfolgreiche Luftaufnahme in Amerika. Dies ist zugleich die älteste Luftaufnahme einer Stadt, sowie die älteste erhaltene Luftaufnahme überhaupt, da die erst zwei Jahre zuvor vom französischen Fotografen Nadar ebenfalls vom Ballon aus gemachten Aufnahmen verloren gingen. Black fotografierte Boston aus 350 m Höhe von Kings Ballon Queen of the Air aus. Eine der 8 Aufnahmen glückte. Der Fotograf gab ihr die Bildunterschrift „Boston, wie es der Adler und die Wildgans sehen“. Die Luftbildfotografie wurde dann sehr schnell von der Unionsarmee im Sezessionskrieg zur Luftaufklärung eingesetzt.
Black wurde später zum Experten der Laterna magica, eines mit Kerzenlicht arbeitenden Vorläufers des heutigen Diaprojektors. In den späten 1870er Jahren produzierte Black hauptsächlich Laterna-magica-Dias, darunter auch berühmte Bilder vom Großbrand in Boston 1872.